# 屈懷珠
屈懷珠（1800年8月26日—1885年），字偉生，號惺齋，一号星武、一号星階，行四。四川省順慶府鄰水縣人，原籍湖南安化縣。清朝官员。道光二十四年（1844年）甲辰恩科舉人，咸豐三年（1853年）進士，曾任江西省貴溪縣、新建縣、南昌縣、崇仁縣知縣。

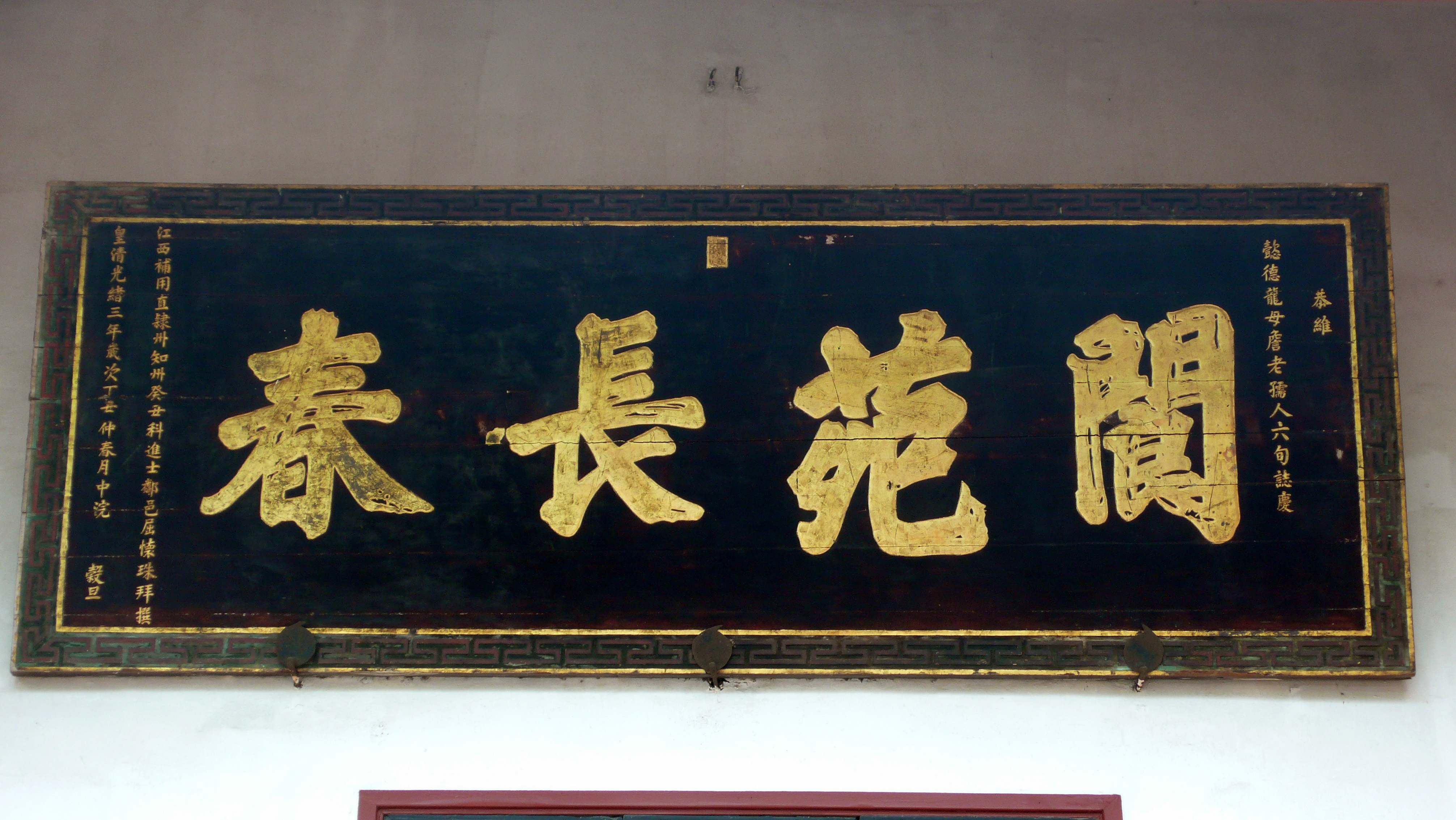
屈懷珠所書「閬苑長春」匾

## 生平
道光二十四年（1844年）甲辰恩科四川鄉試第18名舉人。咸豐三年（1853年）中式三甲第13名進士。以知縣即用。分發江西，咸豐五年（1855年），任江西貴溪縣知縣。咸豐六年（1856年），署任新建縣知縣，兼署吳城同知。南豐縣知縣。咸豐九年六月（1859年），調南昌縣知縣。咸豐十一年（1861年）正月初三日，內閣奉上諭：「（江西巡撫）毓科奏甄別才不稱職之守令，請分別改簡休致降革一摺。江西贛州府知府胡天墀、南昌縣知縣屈懷珠，才欠開展，不勝繁劇，均著以簡缺，酌量補用」。同治元年（1862年），署崇仁縣知縣，築城，率弁勇隨同攻剿賊。江西補用直隸州知州

## 家族
妻屈賴氏，高興鄉人，為人淑慎，壽八十三。